# Final da Copa de Futebol da Inglaterra de 1923
A Final da Copa de Futebol da Inglaterra de 1923 foi uma partida entre Bolton Wanderers e West Ham United, no dia 28 de abril de 1923 no original Wembley Stadium, em Londres.